# M/Y Alaiza
M/Y Alaiza är en svensk motoryacht, som byggdes 1921 av AB Andrée & Rosenqvist Oy i Åbo som M/Y Alaiza för direktören och ägaren av Fäderneslandet Carl Sigfrid Dahlin (1873–1938). Hon konstruerades av  Carl Severin Andrée (1873–1932). Hon är en deplacementsbåt, byggd i furu. Hon var ursprungligen utrustad med en fyrcylindrig Andros-motor på 50 hästkrafter från Andrée & Rosenqvist.